# Gamma Pegasi
Gamma Pegasi (γ Peg / γ Pegasi) é a quarta estrela mais brilhante da constelação de Pegasus, com uma magnitude aparente de 2,84. É conhecida tradicionalmente pelo nome árabe Algenib, que significa "o lado". Esse nome também é usado para Alpha Persei. Gamma Pegasi é a estrela menos brilhante do Grande Quadrado do Pégaso, um proeminente asterismo retangular. Com base em sua paralaxe anual, está a aproximadamente 390 anos-luz (120 parsecs) da Terra, com uma margem de erro de 20 anos-luz.
Gamma Pegasi é uma estrela grande com quase nove vezes a massa do Sol e cinco vezes o raio solar. Sua classificação estelar de B2 IV indica que é uma estrela subgigante que está terminando de consumir todo o hidrogênio em seu núcleo e está no processo de abandonar a sequência principal. Não possui uma velocidade de rotação mensurável, o que indica que está girando muito lentamente ou que está com um dos polos virado para a Terra. Tem uma luminosidade total 5 840 vezes maior que a do Sol, que está sendo irradiada de sua atmosfera externa a uma temperatura efetiva de mais de 21 000 K. Com essa temperatura, tem o brilho azul-branco típico de estrelas de classe B.
Em 1911, o astrônomo americano Keivin Burns descobriu que a velocidade radial de Gamma Pegasi varia um pouco. Isso foi confirmado em 1953 pelo astrônomo americano D. Harold McNamara, que identificou-a como uma variável Beta Cephei. Tem um período de pulsação de 0,15175 dias (3,642 horas), mas também mostra o comportamento de uma estrela B pulsante lenta com três outras frequências de pulsação. Seu brilho varia por 0,07 magnitudes ao longo de cada ciclo de pulsação. Gamma Pegasi tem também uma estrela companheira espectroscópica, que tem um período orbital de apenas 6,83 dias e está localizada a cerca de 0,15 UA da estrela principal.